# Historique des gouvernements de Côte d'Ivoire
Cet article retrace l'historique des gouvernements de Côte d'Ivoire depuis 1954.

## Période de l'AOF
Gouvernements nommés par René Coty, président de la République française, du 16 janvier 1954 au 8 janvier 1959, dont plusieurs politiciens ivoiriens et africains ont fait partie :
- Gouvernement Joseph Laniel (2), du 16 janvier 1954 au 12 juin 1954 ;
- Gouvernement Pierre Mendès France, du 18 juin 1954 au 23 février 1955 ;
- Gouvernement Edgar Faure (2), du 23 mars 1955 au 24 janvier 1956 ;
- Gouvernement Guy Mollet, du 31 janvier 1956 au 21 mai 1957 ;
- Gouvernement Maurice Bourgès-Maunoury, du 12 juin 1957 au 30 septembre 1957 ;
- Gouvernement Félix Gaillard, du 6 novembre 1957 au 15 avril 1958 ;
- Gouvernement Pierre Pflimlin, du 13 mai 1958 au 28 mai 1958 ;
- Gouvernement Charles de Gaulle (3), du 1er juin 1958 au 8 janvier 1959.

Par la Loi-cadre Defferre du 23 juin 1956, la Côte d'Ivoire est dotée d'un conseil de gouvernement élu par l'assemblée territoriale. Il est présidé par le gouverneur Ernest de Nattes, de mai 1957 à juillet 1958, puis par Auguste Denise, de juillet à décembre 1958.
- Conseil de Gouvernement du 15 mai 1957

## Période de laCommunauté française(4 décembre 1958 – 7 août 1960)
Le 4 décembre 1958, la Côte d'Ivoire est proclamée république autonome membre de la Communauté française, par l'Assemblée territoriale. La république de Côte d'Ivoire est alors dirigée par le président du gouvernement provisoire, Auguste Denise.
- Gouvernement provisoire de la république de Côte d'Ivoire, du 4 décembre 1958 au 30 avril 1959

Le 26 mars 1959, l'Assemblée législative de la république de Côte d'Ivoire adopte une nouvelle constitution. Le 30 avril, sur proposition du président de l'Assemblée législative, Félix Houphouët-Boigny est investi premier ministre.
- Gouvernement Houphouët-Boigny, du 30 avril 1959

## Période de larépublique de Côte d'Ivoire(depuis le 7 août 1960)
Le 7 août 1960, l'indépendance de Côte d’Ivoire est proclamée par le premier ministre Félix Houphouët-Boigny au cours d’une séance de l’Assemblée nationale.

### Première République
La Constitution de la [première] république de Côte d'Ivoire est promulguée par la loi n° 60-356, du 3 novembre 1960 ; Félix Houphouët-Boigny est élu président, le 27 novembre 1960, il forme le premier gouvernement de la première République, le 3 janvier 1961.
22 gouvernements ont été formés sous la Première République, dont les 15 premiers par le président Félix Houphouët-Boigny, de 1961 à 1990, le suivant par Alassane Dramane Ouattara, de 1990 à 1993, les 3 suivants par Daniel Kablan Duncan, de 1993 à 1999, et les 3 derniers par Robert Guéï, de 1999 à 2000. Le directeur du protocole d'État en sera, toujours, Georges Ouégnin.
1. Gouvernement Houphouët-Boigny I, du 3 janvier 1961 au 15 juillet 1963 ;
2. Gouvernement Houphouët-Boigny II, du 15 juillet 1963 à septembre 1963 ;
3. Gouvernement Houphouët-Boigny III, du 10 septembre 1963 à janvier 1966 ;
4. Gouvernement Houphouët-Boigny IV, du 21 janvier 1966 à septembre 1968 ;
5. Gouvernement Houphouët-Boigny V, du 23 septembre 1968 à janvier 1970 ;
6. Gouvernement Houphouët-Boigny VI, du 5 janvier 1970 à juin 1971 ;
7. Gouvernement Houphouët-Boigny VII, du 8 juin 1971 à juillet 1974 ;
8. Gouvernement Houphouët-Boigny VIII, du 24 juillet 1974 à mars 1976 ;
9. Gouvernement Houphouët-Boigny IX, du 4 mars 1976 à juillet 1977 ;
10. Gouvernement Houphouët-Boigny X, du 27 juillet 1977 à février 1978 ;
11. Gouvernement Houphouët-Boigny XI, du 16 février 1978 à février 1981 ;
12. Gouvernement Houphouët-Boigny XII, du 2 février 1981 à novembre 1983 ;
13. Gouvernement Houphouët-Boigny XIII, du 18 novembre 1983 au 10 juillet 1986 ;
14. Gouvernement Houphouët-Boigny XIV, du 10 juillet 1986 à octobre 1989 ;
15. Gouvernement Houphouët-Boigny XV, du 16 octobre 1989 à novembre 1990 ;
16. Gouvernement Ouattara, du 30 novembre 1990 à décembre 1993 ;
17. Gouvernement Duncan I, du 15 décembre 1993 à 1995 ;
18. Gouvernement Duncan II, du 22 octobre 1995 au 11 août 1998 ;
19. Gouvernement Duncan III, du 11 août 1998 à décembre 1999 ;
20. Gouvernement Gueï, du 4 janvier 2000 au 18 mai 2000 ;
21. Gouvernement Diarra I, du 18 mai 2000 au 26 octobre 2000.

### Deuxième République
1. Gouvernement Affi N'Guessan I, du 30 octobre 2000 à mars 2001 ;
2. Gouvernement Affi N'Guessan II, du 4 mars 2001 à août 2002 ;
3. Gouvernement Affi N'Guessan III, du 5 août 2002 à octobre 2002 ;
4. Gouvernement Affi N'Guessan IV, d'octobre 2002 à janvier 2003 ;
5. Gouvernement de janvier 2003, de janvier 2003 à mars 2003 ;
6. Gouvernement Diarra II, du 13 mars 2003 à septembre 2003 ;
7. Gouvernement de septembre 2003, du 12 septembre 2003 au 18 décembre 2005 ;
8. Gouvernement Charles Konan Banny I, du 28 décembre 2005 à septembre 2006 ;
9. Gouvernement Charles Konan Banny II, du 16 septembre 2006 à mars 2007 ;
10. Gouvernement Soro I, du 7 mars 2007 au 12 février 2010 ;
11. Gouvernement Soro II, du 23 février 2010 au 5 novembre 2010 ;
12. Gouvernement Soro III, du 5 décembre 2010 au 1er juin 2011 ;
13. Gouvernement Aké N'Gbo, du 7 décembre 2010 au 11 avril 2011 ;
14. Gouvernement Soro IV, 1er juin 2011[3] au 13 mars 2012 ;
15. Gouvernement Ahoussou-Kouadio, du 13 mars au 14 novembre 2012 ;
16. Gouvernement Duncan IV, du 21 novembre 2012 au 12 janvier 2016 ;
17. Gouvernement Duncan V, du 12 janvier 2016 au 9 janvier 2017[4],[5],[6],[7].

### Troisième République
1. Gouvernement Gon Coulibaly I, du 10 janvier 2017 au 4 juillet 2018 ;
2. Gouvernement Gon Coulibaly II, du 10 juillet 2018 au 4 septembre 2019[8],[9];
3. Gouvernement Gon Coulibaly III/Bakayoko, du 4 septembre 2019 au 6 avril 2021 ;
4. Gouvernement Achi I, du 6 avril 2021 au 20 avril 2022[10];
5. Gouvernement Achi II, du 20 avril 2022[11] au 17 octobre 2023 ;
6. Gouvernement Beugré Mambé, depuis le 17 octobre 2023. Ce gouvernement a connu une légère modification avec la nomination de 3 nouveaux membres le vendredi 03 mai 2024. Ainsi ont été nommés: Albert Mabri Toikeusse, ministre d'Etat, conseiller à la présidence de la République de Côte d'Ivoire, Jeannot  Ahoussou Kouadio, Ministère d'Etat, Conseiller Spécial de la présidence de la République de Côte d'Ivoire, Mamadou Sanogo, ministre, Conseiller à la présidence de la République[12].